# إدي غراهام
إدي غراهام (بالإنجليزية: Eddie Graham)‏ (و. 1930 – 1985 م) هو ممثل، ومصارع محترف، من الولايات المتحدة الأمريكية، ولد في تشاتانوجا، توفي في تامبا، فلوريدا، عن عمر يناهز 55 عاماً.

## روابط خارجية
- إدي غراهام على موقع IMDb (الإنجليزية)
- إدي غراهام على موقع قاعدة بيانات الفيلم (الإنجليزية)
- إدي غراهام على موقع دبليو دبليو إي (الإنجليزية)
- إدي غراهام على موقع CageMatch worker (الإنجليزية)
- إدي غراهام على موقع قاعدة بيانات المصارعة على الإنترنت (الإنجليزية)
- إدي غراهام على موقع عالم المصارعة على الإنترنت (الإنجليزية)